# Soraya Martinez Ferrada
Soraya Martinez Ferrada, née Soraya Marisel Martínez Ferrada le 28 août 1972 au Chili, est une femme politique canadienne d'origine chilienne. Depuis février 2025, elle est cheffe d'Ensemble Montréal, un parti politique municipal, et elle est également candidate à la mairie de Montréal. 
Députée du Parti libéral du Canada dans la circonscription d'Hochelaga à la Chambre des communes du Canada d'octobre 2019 à avril 2025, elle exerce la fonction de secrétaire parlementaire du ministre des Transports Omar Alghabra jusqu'au 26 juillet 2023. À partir de cette date, elle occupe la fonction de ministre du Tourisme et ministre responsable de l'Agence de développement économique du Canada pour les régions du Québec dans le gouvernement Trudeau jusqu'au 5 février 2025.
Sur la scène municipale, elle siège de 2005 à 2009 en tant que conseillère municipale du district de Saint-Michel d’abord sous la bannière Union Montréal, puis de Vision Montréal.   
Entre ses engagements municipaux et fédéraux, elle travaille également comme organisatrice communautaire et conseillère politique.  

## Biographie
Soraya Martinez Ferrada est née le 28 août 1972 au Chili, fille d'Omar Martínez Prieto et Maritza Inés Ferrada Videla, des militants socialistes qui ont dû fuir leur pays durant la dictature militaire d'Augusto Pinochet. Alors qu'elle a huit ans, sa famille s'installe dans l'arrondissement de Mercier-Hochelaga-Maisonneuve, près du métro Joliette, en 1980. Au début de la vingtaine, elle étudie, travaille et voyage par alternances.
Au cours d'une première grossesse difficile, elle commence à faire du bénévolat au sein de l'Éco-quartier Saint-Michel, et découvre qu'elle se plaît dans ce milieu dans lequel elle s'implique durant quatre ans. Elle fait partie de l'équipe fondatrice du tout premier programme d’insertion culturelle et socioprofessionnelle à la TOHU, un organisme à but non-lucratif qui réunit les arts du cirque, les préoccupations environnementales et l'engagement envers la communauté, où elle est responsable de la programmation culturelle, environnementale et communautaire,.

### Carrière politique

#### Politique municipale
En 2005, Soraya Martinez Ferrada se présente au poste de conseillère municipale pour le district électoral de Saint-Michel, sous la bannière de l'Union des citoyens et citoyennes de l'île de Montréal du maire Gérald Tremblay, et est élue. Elle porte alors avec succès le projet de la reconversion de la carrière Miron, utilisé comme dépotoir, en parc municipal. Elle quitte cependant le parti du maire Tremblay en septembre 2007, disant que celui-ci négligeait le contact avec la population.
Elle siège d'abord comme conseillère indépendante, puis passe au parti Vision Montréal dirigé par Benoit Labonté. En décembre 2008, elle devient leader adjointe de l'opposition à l'hôtel de ville de Montréal. Elle est défaite lors des élections municipales de 2009, alors que Vision Montréal est dirigé par Louise Harel. Elle poursuit cependant son engagement politique dans Vision Montréal, devenant la directrice générale du parti. Plus tard, en 2011, elle devient aussi cheffe de cabinet de Louise Harel. Pour les élections municipales de 2013, elle est candidate au poste de maire de l'arrondissement Villeray–Saint-Michel–Parc-Extension pour Vision Montréal, mais à la suite du retrait de Louise Harel de l'élection, elle devient candidate pour le nouveau parti Coalition Montréal de Marcel Côté. Elle termine au troisième rang.
Après cette campagne électorale, Soraya Martinez retourne travailler à la TOHU à titre de directrice partenariats et philanthropie, puis en 2015 Mélanie Joly, ancienne candidate à la mairie de Montréal, lui demande de l'aider pour sa campagne d'investiture pour le Parti libéral du Canada dans Ahuntsic-Cartierville. Une fois celle-ci obtenue, elle dirige la campagne électorale de Joly, puis accompagne celle-ci à Ottawa en tant que conseillère principale de la ministre du Patrimoine canadien.

#### Politique fédérale
En juillet 2018, elle décide de revenir à Montréal pour tenter d'obtenir l'investiture libérale dans Hochelaga pour l'élection fédérale du 21 octobre 2019. Elle est choisie par acclamation, le parti ayant rejeté d'autres candidatures. Le jour du scrutin, elle est élue députée à la Chambre des communes avec une majorité de 328 voix.
Le 12 décembre 2019, elle est nommée secrétaire parlementaire du ministre de l'Immigration, des Réfugiés et de la Citoyenneté, Marco Mendicino. Elle occupe ce poste jusqu'au 19 mars 2021, puis est nommée secrétaire parlementaire du ministre des Transports, Omar Alghabra.
Martinez Ferrada est réélue lors des élections anticipées du 20 septembre 2021. Elle obtient une majorité de plus de 3 000 voix. 
Lors du remaniement du conseil des ministres du gouvernement Trudeau du 26 juillet 2023, elle est nommée ministre du Tourisme et ministre responsable de l'Agence de développement économique du Canada pour les régions du Québec.
Le 9 mai 2024, la ministre Martinez Ferrada fait une déclaration à la Chambre des communes du Canada dans laquelle elle fait part de son histoire personnelle sur son avortement et l'importance de protéger le droit de choisir des femmes. Quelques semaines après, elle publie une lettre ouverte dans Le Devoir dans laquelle elle explique sa décision et l'importance de briser le silence face au sujet de l'avortement.

#### Retour en politique municipale
Le 5 février 2025, Soraya Martinez Ferrada démissionne de ses postes de ministre du Tourisme et ministre responsable de l'Agence de développement économique du Canada pour les régions du Québec pour briguer la direction du parti Ensemble Montréal, afin de se présenter comme candidate à la mairie de Montréal lors des élections municipales de 2025,.  
Le 28 février 2025, Ensemble Montréal l'élit comme cheffe du parti. Elle devient du même coup candidate à la mairie de Montréal en vue des élections municipales. 